# Agathonissi
Agathonissi (tiếng Hy Lạp: ?) là một khu tự quản ở vùng Nam Egeo, Hy Lạp. Khu tự quản Agathonissi có diện tích 15 km², dân số theo điều tra ngày 18 tháng 3 năm 2001 là 152 người.